# دانيال فيليز
دانيال فيليز (بالإسبانية: Daniel Vélez) هو لاعب كرة قدم كولومبي، ولد في 8 أكتوبر 1973 في ميديلين في كولومبيا، وتوفي بنفس المكان في 23 يونيو 2021 بسبب مرض فيروس كورونا 2019. لعب مع ديبورتيفو بيريرا.